# Першина, Елена Владимировна
Елена Владимировна Першина (24 декабря 1963, Харьковская область, Украинская ССР, СССР) — советская, казахстанская и немецкая легкоатлетка, выступавшая в прыжках в длину и тройном прыжке. Участвовала в летних Олимпийских играх 1996 и 2000 годов. Чемпионка Азии 1995 года.

## Биография
Елена Першина родилась 24 декабря 1963 года в Харьковской области.
В 1995 году завоевала золотую и бронзовую медали на чемпионате Азии по лёгкой атлетике, который проходил в Джакарте. Она заняла 1-е место в прыжках в длину с результатом 6,50 метра и 3-е место в тройном прыжке (13,17), уступив соперницам из Китая Жэнь Жуйпин (13,99) и У Линмэй (13,81).
В 1996 году вошла в состав сборной Казахстана на летних Олимпийских играх в Атланте. В прыжках в длину показала результат 6,50 метра и не смогла преодолеть квалификацию, заняв итоговое 16-е место.
В 1997 году стала чемпионкой Восточноазиатских игр в Пусане, установив рекорд соревнований в прыжках в длину — 6,59 метра. В том же сезоне дебютировала на чемпионате мира в Афинах. Прыгнув на 6,38 метра, Першина не смогла преодолеть квалификацию.

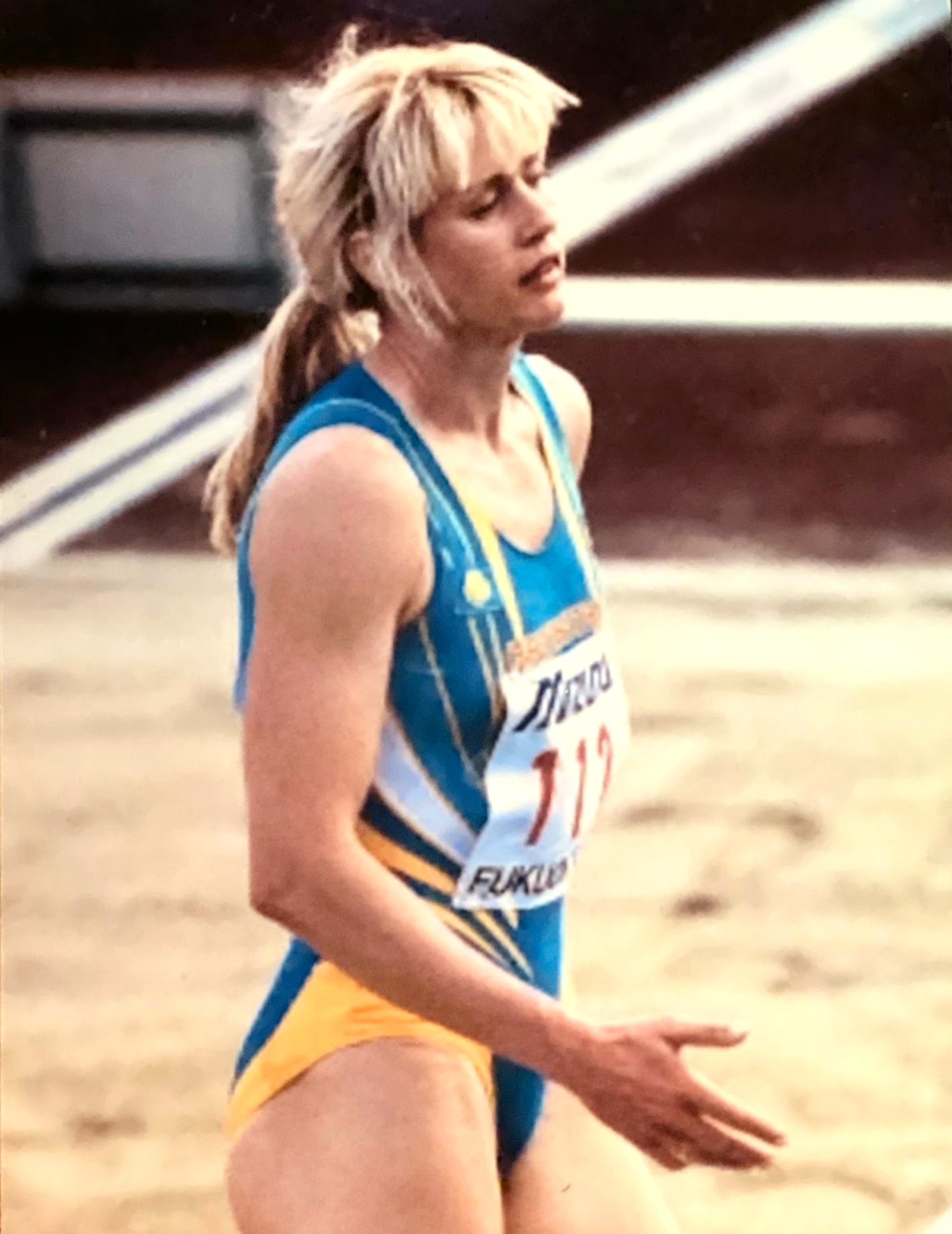
Елена Першина на Чемпионате Азии по лёгкой атлетике в городе Фукуока, Япония, июль 1998

В 1998 году выиграла бронзу на чемпионате Азии в Фукуоке с результатом 6,50 метра. Першина уступила обновившей рекорд Китая Гуань Иннань (6,83) и её соотечественнице Юй Ицюнь (6,74). В том же сезоне стала бронзовым призёром летних Азиатских игр в Бангкоке с результатом 6,55 метра, уступив тем же Гуань Иннань (6,89) и Юй Ицюнь (6,77). В тройном прыжке заняла 5-е место (13,43), уступив 23 сантиметра бронзовому призёру Виктории Бригадной из Туркменистана.
В 1999 году участвовала в чемпионате мира в Севилье и вновь не смогла преодолеть квалификацию, прыгнув на 6,51 метра. При этом худшая из пробившихся в финал американка Даун Бюррелл опередила Першину всего на 11 сантиметров.
В 2000 году вошла в состав сборной Казахстана на летних Олимпийских играх в Сиднее. В прыжках в длину показала результат 6,22 метра, не пробилась в финал и заняла итоговое 28-е место среди 34 участниц.
В последние годы карьеры жила в Германии. Завершила карьеру в 2002 году. Впоследствии планировала стать спортивным менеджером.

## Личные рекорды
- Прыжок в длину — 6,91 (7 августа 1992, Алма-Ата)[3]
- Тройной прыжок — 13,43 (18 декабря 1998, Бангкок)[3]
- Прыжок в длину (в помещении) — 6,59 (3 февраля 1990, Челябинск)[3]
- Тройной прыжок (в помещении) — 12,92 (30 января 1999, Дортмунд)[3]